# Holden Commodore
Holden Commodore es un automóvil del segmento E manufacturado por la división Holden de General Motors en Australia y originalmente en Nueva Zelanda desde el año 1978. A mediados de 1970, Holden empezó a estudiar propuestas para sustituir el Holden Kingswood por un modelo más pequeño. Holden desarrolló el Commodore basándose en el Opel Rekord. La marca alemana fue la base para las siguientes generaciones hasta el modelo 2006; el cual llegó a ser el proyecto más costoso desarrollado por Holden, sin embargo de diseño completamente australiano.
Inicialmente presentado como sedan, la gama se amplió en 1979 para incluir camionetas.
La línea fue ampliada por segunda vez en 1990 con la introducción de un utilitario y una mayor distancia entre ejes. En 2001 la arquitectura de la tercera generación sentó las bases para el Holden Monaro Coupé. Desde sus inicios el Commodore se ha ofrecido en diferentes especificaciones, sin embargo en 1984 Holden decidió que el modelo insignia de la marca sería el Holden Calais reduciendo la identidad del Commodore. La línea se ramificó en 1988 con el Holden Berlina y en 2000 con el Holden Ute.
Para combatir la reducción de ventas y las limitaciones del mercado australiano, Holden amplió sus planes de exportación del Commodore. El Commodore se exporta como Chevrolet Lumina, Chevrolet Omega y Pontiac G8, y también se vendía como Toyota Lexcen en Australia. El Commodore es competidor directo del Mitsubishi 380 y el Toyota Aurion. El principal competidor del Commodore es el Ford Falcon, sin embargo fue hasta 1988 con la segunda generación del Commodore que se convirtió en un verdadero competidor para el Falcon.
Tiene motor delantero longitudinal y tracción trasera, con carrocerías sedán de cuatro puertas, familiar de cinco puertas y pickup. El Commodore es participante del V8 Supercars, la competición de automovilismo más importante de Australia.

## Primera generación

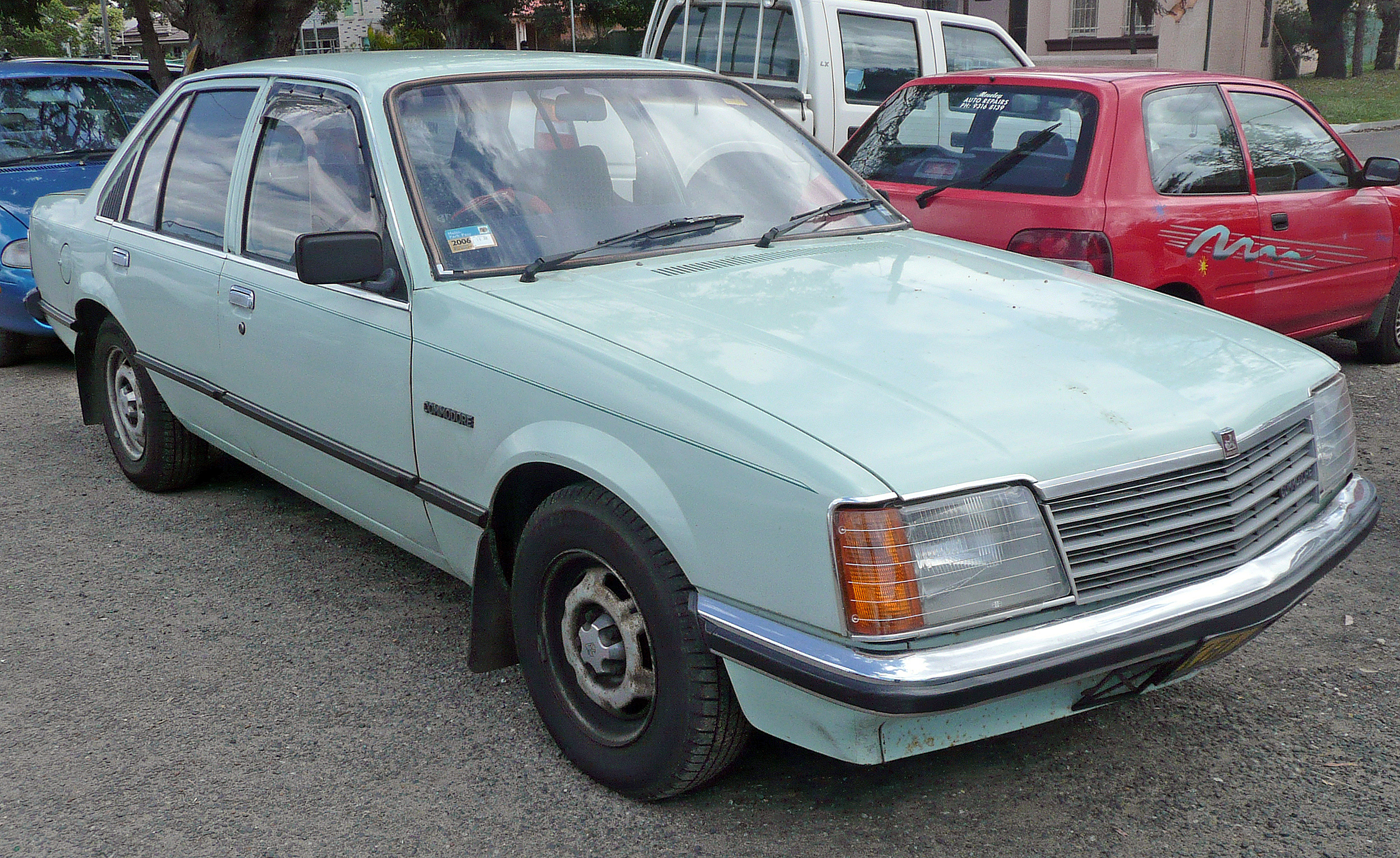
Holden VB Commodore.

Introducido en 1978, el Holden Commodore VB se desarrolló en una época donde los efectos de la crisis del petróleo de 1973 todavía se sentían. Por tanto cuando Holden decidió sustituir el exitoso Kingswood HZ con una nueva línea, se diseñó el nuevo auto más pequeño y con un consumo más eficiente de combustible. Originalmente, Holden estudió el desarrollo del Kingswood WA, sin embargo, este proyecto fue cancelado. Sin un sustituto en desarrollo y presionados por General Motors, Holden basó las prestaciones de la VB en la carrocería del Opel Rekord E y los cuatro cilindros frontales del Opel Senator A. Este cambio era necesario para dar cabida a motores de seis y ocho cilindros. Holden adoptó el nombre de modelo "Commodore" de Opel, el cual hacía uso del nombre desde 1967. Opel pasó a utilizar el híbrido Holden Rekord-Senator como base para la asignación de fechas para su Commodore C. Usando la carrocería con cuerpo en V y las ruedas traseras usadas en el Rekord y Senator, la VB conservó el 96% del espacio interior del Kingswood HZ a pesar de ser 14% más pequeño. Cuando conducían a altas velocidades por las duras carreteras australianas, Holden descubrió que el Rekord partía por la mitad el seguro. Esto les obligó a acondicionar el auto a las condiciones locales. Estas modificaciones elevaron el costo de desarrollo más allá de lo esperado. El costo era similar al desarrollo de un Opel para el mercado local. El desarrollo del VB tuvo un costo total de AU$110 millones de dólares australianos Con tal cantidad destinada al VB, Holden se quedó sin dinero para desarrollar otras variantes. Esto obligó a Holden a tomar medidas desesperadas, como darle la forma de la parte trasera del Reckord a la parte delantera del Commodore, convirtiendo esto en la gran diferencia entre la camioneta y el sedán. A pesar de estos problemas, el auto fue elogiado por su relación calidad-precio y su sofisticación, llegando a ganar el premio de la Revista Wheels de Auto del Año de 1978.

## Cuarta generación (2006-2020)

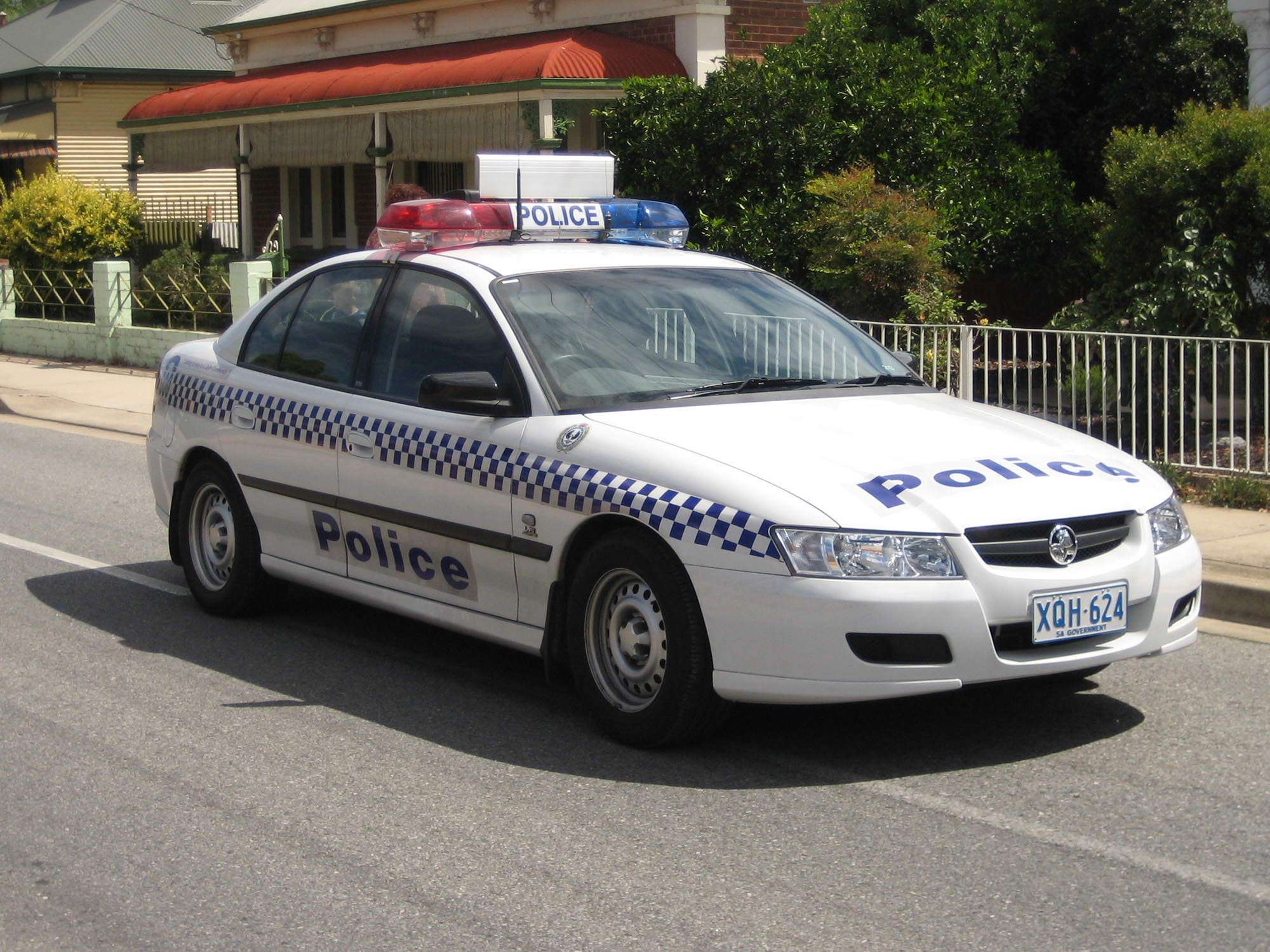
Holden Commodore VZ de la policía australiana.

Opel discontinuó el Omega sin elaborar un sucesor, lo que llevó a Holden a recurrir a otra plataforma para construir la cuarta generación del Commodore. La única plataforma de turismos grandes con propulsión trasera de General Motors era la Sigma (Cadillac CTS de primera generación), que resultó demasiado cara y poco espaciosa para lo que se buscaba con el nuevo modelo. Por lo tanto, Holden decidió desarrollar una plataforma nueva desde cero, lo que le requirió una inversión de AU$100 millardos. El Chevrolet Camaro de quinta generación, a estrenarse en el segundo semestre de 2009, usará esta misma plataforma.
Los primeros bocetos del Commodore VE se dibujaron en 1999. En el Salón del Automóvil de Sídney de 2004, Holden presentó un prototipo llamado Holden Torana TT36 con el mismo aspecto general del Commodore final, aunque bastante más chico y con carrocería liftback. El modelo final se comenzó a comercializar a mediados de 2006, y recibió el galardón "Automóvil del Año 2006" de la revista australiana Wheels.
El modelo recibió una reestilización profunda en 2013, llamada VF, el cual también fue tomado como base para la producción del sedan de alto rendimiento Chevrolet SS, comercializado en los Estados Unidos hasta el año 2017.
El Commodore se ofrece con dos motores de gasolina: un V6 de 3.6 litros de 245 o 265 CV, y un V8 de 6.0 litros y 367 CV. El 3.6 litros también se ofrece con un kit para gas licuado del petróleo, que desarrolla una potencia máxima de 238 CV. El 3.6 litros de 245 CV se vende con una caja de cambios automática de cuatro marchas, el 3.6 litros de 265 CV con una manual de seis marchas o una automática de cinco marchas. y el 6.0 litros con una caja automática o manual de seis marchas.

## Variantes

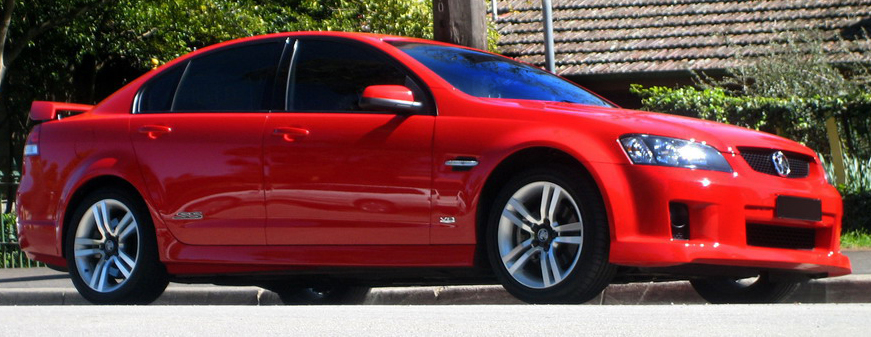
Holden Commodore VE SS.

Las cuatro generaciones del Commodore se pusieron a la venta en 1978, 1988, 1997 y 2006 respectivamente. Los distintos Commodore se identifican mediante una V y otra letra, pero éstas no son únicas por generación sino por actualización, que duran unos dos a tres años. La primera generación tiene las líneas VB, VC, VH, VK, y VL; la segunda tiene las VN, VP, VR y VS; la tercera tiene las VT, VX, VY y VZ; y la cuarta tiene las VE y VF.
La tercera y cuarta generación del Commodore sedán se han vendido en Asia con el nombre Chevrolet Lumina, en Brasil como el Chevrolet Omega, y en Estados Unidos como el Pontiac G8. Otra generación de Holden comercializada bajo la marca Chevrolet, fue la versión de alto rendimiento Chevrolet SS, comercializado entre 2013 y 2017.
Los Holden Caprice y Statesman son variantes de batalla larga del Commodore sedán, vendidas desde el año 1989 como rivales del Ford LTD y Ford Fairline respectivamente. El Caprice tiene tacto más deportivo, mientras que el Statesman es más lujoso.
El HSV Clubsport (en el Reino Unido: Vauxhall VXR8) es una variante deportiva del Commodore, desarrollada por Holden Special Vehicles y equipada con los motores más potentes de General Motors. Desde 2001 se fabrica el automóvil deportivo Holden Monaro, que comparte elementos estructurales y mecánicos con el Commodore de tercera generación.
Las dos primeras generaciones de la pickup de cabina simple se llamaron "Commodore Utility", y las dos siguientes Holden Ute (Pontiac G8 ST en Estados Unidos). El Commodore de tercera generación recibió una versión pickup de doble cabina cuya designación es Holden Crewman, así como una variante familiar con tracción a las cuatro ruedas y aspecto de automóvil todoterreno denominada Holden Adventra. Desde la cuarta generación, el familiar se llama Holden Sportwagon.